# Scolopax
Scolopax (skovsnepper) er en slægt af vadefugle. Slægten omfatter otte arter i verden, hvoraf de fleste er endemiske arter for visse øer i Asien og Oceanien
.
I Europa er skovsneppe (Scolopax rusticola) meget udbredt. Scolopax er sandsynligvis det gamle græske navn for skovsneppe (skolops betyder 'en spids pæl' og hentyder til næbbet)
.
'Scolopax' har givet navn til hele familien af sneppefugle (Scolopacidae).